# Brandon Segal
Brandon Segal (* 12. Juli 1983 in Richmond, British Columbia) ist ein ehemaliger kanadischer Eishockeyspieler, der im Verlauf seiner aktiven Karriere zwischen 1999 und 2019 unter anderem 103 Spiele für die Tampa Bay Lightning, Los Angeles Kings, Dallas Stars und New York Rangers in der National Hockey League (NHL) auf der Position des rechten Flügelstürmers bestritten hat. Darüber hinaus absolvierte Segal über 700 weitere Partien in der American Hockey League (AHL) und war vier Spielzeiten bei den Nürnberg Ice Tigers in der Deutschen Eishockey Liga (DEL) aktiv.

## Karriere
Brandon Segal begann seine Karriere als Eishockeyspieler bei den Calgary Hitmen, für die er von 1999 bis 2003 insgesamt viereinhalb Jahre lang in der Western Hockey League (WHL) aktiv war. In dieser Zeit wurde er im NHL Entry Draft 2002 in der vierten Runde als insgesamt 102. Spieler von den Nashville Predators aus der National Hockey League (NHL) ausgewählt, für die er allerdings nie spielte. 
Von 2003 bis 2007 lief Segal für deren Farmteam Milwaukee Admirals aus der American Hockey League (AHL) auf, mit denen er am Ende der Saison 2003/04 den Calder Cup gewann.
Vor der Spielzeit 2007/08 wurde der Kanadier gegen zukünftige Gegenleistungen (future considerations) zu den Anaheim Ducks transferiert, kam jedoch erneut ausschließlich für deren AHL-Farmteam, die Portland Pirates, zu Einsätzen. Ende Februar 2008 wurde Segal von den Ducks mit einem Siebtrunden-Wahlrecht im NHL Entry Draft 2008 im Tausch für Jay Leach an die Tampa Bay Lightning abgegeben. In der Saison 2008/09 gab der Angreifer zudem sein Debüt in der NHL für Tampa, als er am 3. März 2009 im Heimspiel gegen die Pittsburgh Penguins auflief. Vor der Saison 2009/10 bekam Segal einen Vertrag im Franchise der Los Angeles Kings und wurde in der Folge sowohl in der NHL bei den Kings, als auch bei den Manchester Monarchs in der NHL eingesetzt. Im Februar 2010 wurde er von den Dallas Stars verpflichtet, nachdem ihn die Kings auf den Waiver gesetzt hatten. Im Januar 2011 wurde er erneut auf die Waiverliste gesetzt und nachdem ihn keines der Teams angefordert hatte, ins Farmteam zu den Texas Stars in die AHL geschickt. Anfang September 2011 erhielt der Flügelstürmer einen Kontrakt bei den Chicago Blackhawks, für die er ausschließlich im AHL-Farmteam bei den Rockford IceHogs auf dem Eis stand. Kurz vor der Trade Deadline im Februar 2012 gaben ihn die Chicago Blackhawks im Austausch für Matt Fornataro an die Tampa Bay Lightning ab.
Als Free Agent schloss sich Segal im Juli 2012 den New York Rangers an.  Für diese absolvierte der Kanadier jedoch lediglich ein NHL-Spiel und war stattdessen als Stammkraft bei den Connecticut Whale in der AHL gesetzt, bei denen Segal als Assistenzkapitän auflief. Für die Saison 2013/14 unterzeichnete er einen Einjahresvertrag bei den Washington Capitals und spielte für deren AHL-Kooperationspartner Hershey Bears. Anfang Juli 2014 unterzeichnete der Kanadier seinen ersten Vertrag in Europa beim kroatischen Teilnehmer KHL Medveščak Zagreb aus der Kontinentalen Hockey-Liga (KHL). Zur Saison 2015/16 wechselte Segal zu den Nürnberg Ice Tigers in die Deutsche Eishockey Liga (DEL) und absolvierte in den folgenden vier Jahren über 230 Partien für den Klub. Nach der Spielzeit 2018/19 beendete der 36-Jährige seine aktive Karriere.

### International
Segal vertrat das Team Canada Pacific bei der World U-17 Hockey Challenge 2000. Dabei gewann er mit der Mannschaft die Bronzemedaille und bereitete in fünf Turnierspielen ein Tor vor. Zudem erhielt er sechs Strafminuten.

## Erfolge und Auszeichnungen
- 2002 Teilnahme am CHL Top Prospects Game
- 2004 Calder-Cup-Gewinn mit den Milwaukee Admirals
- 2009 Teilnahme am AHL All-Star Classic
- 2012 Calder-Cup-Gewinn mit den Norfolk Admirals

### International
- 2000 Bronzemedaille bei der World U-17 Hockey Challenge

## Karrierestatistik

### International
Vertrat Kanada bei:
- World U-17 Hockey Challenge 2000

(Legende zur Spielerstatistik: Sp oder GP = absolvierte Spiele; T oder G = erzielte Tore; V oder A = erzielte Assists; Pkt oder Pts = erzielte Scorerpunkte; SM oder PIM = erhaltene Strafminuten; +/− = Plus/Minus-Bilanz; PP = erzielte Überzahltore; SH = erzielte Unterzahltore; GW = erzielte Siegtore; 1 Play-downs/Relegation; Kursiv: Statistik nicht vollständig)